# Абашидзе Гейдар Алійович
Гейда́р Алі́йович Абаши́дзе (груз. ჰაიდარ ალის ძე აბაშიძე; 1893–1965) — грузинський громадський діяч, публіцист, педагог. Депутат Установчих зборів Грузії.

## Біографія
Народився 1893 року в Батумі в дворянській родині Абашидзе. Розпочав свою освіту в Батумській школі Товариства грузинської грамоти. З 1905 по 1908 роки навчався в Османській імперії. Потім повернувся до Батумі й 1912 року закінчив міське училище. З 1913 року викладав. Він публікував листи в грузинській пресі про ситуацію на півдні Грузії та Аджарії. Пропагував прогрузинську орієнтацію серед мусульманських аджарців, виступаючи проти пантюркізму та панісламізму. За його ініціативою в Аджарії були відкриті грузинські школи. У 1916 році був висланий з Аджарії. У 1918—1920 роках був активним членом «Комітету визволення мусульманської Грузії». Вимагав ліквідації поміщицького землеволодіння і безоплатної передачі землі селянам. У 1919—1921 був депутатом Установчих зборів Грузії від Соціал-демократичної партії. Був членом Меджлісу мусульманської Грузії.
Він залишився в Грузії після окупації Грузії Радянською Росією в 1921 році. З 1921 по 1932 роки працював у копальні чорного каменю в Чиатурі. Через погіршення здоров'я залишив роботу і переїхав до Тбілісі. У 1961 році нагороджений Почесною грамотою Президії Верховної Ради Аджарської АССР за внесок у перемогу Радянської влади.
Помер 29 грудня 1965 року. Похований у Дідубійському пантеоні письменників і громадських діячів. Поруч з ним у Пантеоні похована його дружина. У Тбілісі є вулиця, названа на його честь.